# Маракайбский метрополитен
Маракайбский метрополитен (исп. Metro de Maracaibo) — система метрополитена города Маракайбо, Венесуэла.

## История
Третий метрополитен Венесуэлы, после Каракаса (1983) и Валенсии (2006). Открылся 25 ноября 2006 года.

## Линии
Первая линия (зелёная) пускалась четырьмя участками: 25 ноября 2006 — 2 станции, 27 августа 2007 — 1 станция, 11 мая 2008 — 1 станция, 8 июня 2009 — 2 станции. Длина 6,5 км. Часть линии проходит по поверхности земли, а часть — по эстакаде. 6 станций:
- «Альтос де ла Ванега» (исп. Altos de La Vanega)
- «Эль-Варильяль» (исп. El Varillal)
- «Эль-Гуайябаль» (исп. El Guayabal)
- «Сабанета» (исп. Sabaneta)
- «Урданета» (исп. Urdaneta)
- «Либертадор» (исп. Libertador)

## Перспективы
На первой (зелёной) линии планируются 3 станции:
- Padilla
- Falcón
- 5 de Julio

На второй (красной) линии планируются 8 станций:
- Paraíso
- Indio Mara
- Universidad
- Polideportivo
- Galerías
- Panamericano
- Mercado Periférico
- Curva de Molina